# Melanocharis
Melanocharis – rodzaj ptaków z rodziny jagodziaków (Melanocharitidae).

## Zasięg występowania
Rodzaj obejmuje gatunki występujące na Nowej Gwinei i sąsiednich wyspach.

## Morfologia
Długość ciała 11–15 cm; masa ciała 11–20 g.

## Systematyka
Rodzaj zdefiniował w 1858 roku angielski zoolog Philip Lutley Sclater w artykule poświęconym ogólnym rozmieszczeniu geograficznym ptaków, opublikowanym w czasopiśmie „Journal of the proceedings of the Linnean Society”. Gatunkiem typowym jest (oznaczenie monotypowe) jagodziak czarny (M. nigra).

### Etymologia
- Melanocharis: gr. μελας melas, μελανος melanos ‘czarny’, χαρις kharis, χαριτος kharitos ‘piękny’[10].
- Pristorhamphus: gr. πριστος pristos ‘przepiłowany’, od πριστηρ pristēr, πριστηρος pristēros ‘piła’, od πριω priō ‘piłować’; ῥαμφος rhamphos ‘dziób’[11]. Gatunek typowy (oznaczenie monotypowe): Pristorhamphus versteri Finsch, 1876.
- Rhamphocharis: gr. ῥαμφος rhamphos ‘dziób’; χαρις kharis, χαριτος kharitos ‘wdzięk, gracja’, od χαιρω khairō ‘radować się’[12]. Gatunek typowy (oznaczenie monotypowe): Rhamphocharis crassirostris Salvadori, 1876.
- Urocharis: gr. ουρα oura ‘ogon’; χαρις kharis, χαριτος kharitos ‘wdzięk, gracja’, od χαιρω khairō ‘radować się’[13]. Gatunek typowy (oznaczenie monotypowe): Melanocharis longicauda Salvadori, 1876.
- Neneba: wieś Neneba, Mount Scratchley, Papua-Nowa Gwinea[14]. Gatunek typowy (oznaczenie monotypowe): Neneba prasina De Vis, 1897 (= Melanocharis striativentris Salvadori, 1894).
- Sarganura: gr. σαργανη sarganē ‘warkocz’; ουρα oura ‘ogon’[15]. Gatunek typowy (oznaczenie monotypowe): Sanganura maculiceps De Vis, 1898[a]
- Eafa: dystrykt Eafa, Góry Owena Stanleya, Papua[16]. Gatunek typowy (oznaczenie monotypowe): Eafa maculata Rothschild & E. Hartert, 1903 (= Ptilotis piperata De Vis, 1898).

### Podział systematyczny
Do rodzaju należą następujące gatunki:
- Melanocharis arfakiana (Finsch, 1900) – jagodziak ciemny
- Melanocharis crassirostris (Salvadori, 1876) – jagodziak wielkodzioby
- Melanocharis piperata (De Vis, 1898) – jagodziak długodzioby
- Melanocharis nigra (Lesson, 1830) – jagodziak czarny
- Melanocharis longicauda Salvadori, 1876 – jagodziak żółtobrzuchy
- Melanocharis versteri (Finsch, 1876) – jagodziak wachlarzowaty
- Melanocharis citreola Milá, Ashari & Thébaud, 2021 – jagodziak szafirowy
- Melanocharis striativentris Salvadori, 1894 – jagodziak oliwkowy